# Ray Clemence
Raymond Neal "Ray" Clemence, MBE (sinh ngày 5 tháng 8 năm 1948  –  15 tháng 11 năm 2020) là cựu thủ môn tuyển Anh và là một trong những cầu thủ quan trọng đóng góp vào giai đoạn thành công của Liverpool trong giai đoạn những năm 1970. Ông là một trong số 25 cầu thủ đã có hơn 1.000 lần ra sân trong suốt sự nghiệp của mình. Hiện ông đang là người đứng đầu đội ngũ phát triển của hiệp hội bóng đá Anh, chịu trách nhiệm theo dõi và giám sát sự phát triển của các cầu thủ đội trẻ Anh từ cấp độ U-16 đến U-21, và trước đây ông từng nằm trong ban huấn luyện cho đội tuyển Anh.

## Sự nghiệp câu lạc bộ

### Scunthorpe United
Sinh ra ở Skegness, Lincolnshire, Clemence có lần đầu ra sân cho Scunthorpe United vào năm 1966 và đã có 48 lần ra sân cho đội bóng này ở giải hạng 3.

### Liverpool
Clemence được huấn luyện viên Bill Shankly mang về Liverpool vào ngày 24 tháng 06 năm 1967 từ Scunthorpe United với mức giá 18,000 bảng